# Idiarte Massariol
Idiarte Massariol (Piracicaba, 4 de setembro de 1922 – Piracicaba, 13 de março de 2016) foi um futebolista brasileiro que atuava como zagueiro.
É o atleta com mais jogos na história do XV de Piracicaba, com 539 partidas oficiais.
É pai do também ex-jogador Paulinho Massariol.

## Carreira
Filho de José Massariol e Maria Zambello, estreou pelo XV de Piracicaba no dia 19 de novembro de 1939, contra o Independente de Pirassununga, em partida que terminou em empate por 2 a 2.
Em 1945, atuou onze meses pelo Santos e retornou ao Nhô Quim no ano seguinte.
Em 1946, se destacou como artilheiro, marcando 22 gols em 33 jogos.
Em 1949, após o título do Torneio Início, foi emprestado à Portuguesa para o Torneio Rio-São Paulo de 1950. Defendendo o clube, conquistou a Fita Azul.
No clube, atuou como lateral, meia e até como goleiro. Defendeu o Nhô Quim por 19 anos, entre 1939 e 1958, em 539 partidas oficiais, com 58 gols marcados e, ainda, foi bicampeão da Série A2 do Paulista, a chamada Lei do Acesso.
Em 1955, chegou a ser treinador do XV de Piracicaba.

### Homenagens
Em 2009, o ídolo foi homenageado durante as comemorações dos 96 anos do XV, quando, na oportunidade, recebeu uma camisa comemorativa no Centro Cultural Martha Watts.
Em 2012, foi citado na música "XV, minha vida é você", da banda Posly Abada.
Em 2013, Idiarte foi escolhido pelos torcedores e pela imprensa piracicabana para a Seleção do Centenário do XV, juntamente de seu filho Paulinho.

## Títulos
XV de Piracicaba
- Campeonato Paulista - Série A2: 1947, 1948

- Torneio Início Paulista: 1949

Portuguesa
- Fita Azul: 1951

## Morte
Em seus últimos dias, o ex-atleta convivia com a Doença de Parkinson e Alzheimer.
Faleceu no dia 13 de março de 2016, aos 93 anos, em Piracicaba.
Em 2016, como homenagem, uma rua da cidade de Piracicaba recebeu seu nome.